# レイナルド・ビニョーネ
レイナルド・ビニョーネ（Reynaldo Benito Antonio Bignone 1928年1月21日 - 2018年3月7日）は、アルゼンチン共和国の政治家。大統領などを歴任。晩年は軍事独裁政権時代の人道に対する罪で服役した。

## 経歴
アルゼンチン陸軍で中将に昇任した後、ホルヘ・ラファエル・ビデラらの軍事クーデターに参加。1981年にロベルト・エドゥアルド・ビオラが軍事政権の大統領に就任すると退役するが、ビオラを追って大統領に就任したレオポルド・ガルチェリがマルビナス戦争の敗戦によってよって解任されると後任として大統領に就任した。軍の求心力は大幅に低下するばかりか長く続いた軍事政権への国民の反発も強く、当初ビニョーネは1984年3月に選挙を実施することを発表した。それでも国民の反発は収まる気配がなくビニョーネにも政権を維持できる力が無く、翌1983年10月に選挙を前倒しで実施。同年12月、ラウル・アルフォンシンによる民政移管が実現し、20世紀後半のアルゼンチン軍政時代最後の国家元首となったことが確定した。
軍事政権末期の大統領として、長年続いていたいわゆる汚い戦争に関与。2012年4月、56人を誘拐、拷問した罪を問われ、禁錮25年の有罪判決を受けたほか、同年7月に、政治犯の子供の略取、隠匿に関連した罪により禁錮15年の刑が加算されている。2018年3月7日に軍の病院にて90歳で死去。